# Перепілка новогвінейська
Перепілка новогвінейська (Synoicus monorthonyx) — птах родини фазанових (Phasianidae), один з кількох десятків видів під загальною назвою перепілка та єдиний представник свого роду. Це велика (28 см завдовжки) темнокоричнева перепілка, мешканець альпійських луків. Її оперення коричневе, дзьоб рогового кольору, ноги жовті, а райдужка коричнева. Нижні частини тіла самки бежеві та більш смугасті, ніж у самця.
Цей птах є ендеміком найвищих гір індонезійської частини острова Нова Гвінея — Снігових гір (зокрема хребта Судірман), де мешкає на висоті понад 3000 м над рівнем моря. Через малий ареал вид є досить уразливим, але його захищає недоступність місць мешкання.
Самка зазвичай відкладає до 3 блідих плямистих яєць у створене в траві гніздо. Живиться насінням, нектаром, листям та іншим рослинним кормом.